# Uroš Palibrk
Uroš Palibrk, slovenski nogometaš, * 22. marec 1992, Kranj.
Palibrk je profesionalni nogometaš, ki igra na položaju napadalca. Od leta 2024 je član slovenskega kluba Škofja Loka. Pred tem je igral za slovenske klube Triglav Kranj, Savo Kranj in Ivančno Gorico, italijanska Milan in Viareggio, hrvaško Rijeko, belgijski Lierse, avstrijska Austrio Salzburg in Celovec ter ciprsko Omonio Aradippou. Skupno je v prvi slovenski ligi odigral 22 tekem in štiri gole. Bil je tudi član slovenske reprezentance do 16, 17 in 20 let.